# Herochroma
Herochroma is een geslacht van vlinders van de familie spanners (Geometridae), uit de onderfamilie Geometrinae.

## Soorten
- H. aethalia Prout, 1927
- H. baba Swinhoe, 1932
- H. crassipunctata Alphéraky, 1888
- H. cristata Warren, 1894
- H. elaearia Hampson, 1932
- H. farinosa Warren, 1893
- H. flavibasalis Warren, 1932
- H. flavitincta Warren, 1897
- H. hemiticheres Prout, 1935
- H. holelaica Prout, 1935
- H. liliana Swinhoe, 1892
- H. mansfieldi Prout, 1939
- H. montana Bastelberger, 1911
- H. nigrescentipalpis Prout, 1916
- H. ochreipicta Swinhoe, 1905
- H. orientalis Holloway, 1982
- H. scoblei Inoue, 1992
- H. semialbida Prout, 1912
- H. serrativalva Holloway, 1982
- H. simplex Warren, 1899
- H. sinapiaria Poujade, 1895
- H. sordida Wehrli, 1928
- H. subtepens Walker, 1860
- H. urapteraria Walker, 1860
- H. usneata Felder, 1875
- H. viridaria Moore, 1867
- H. xuthopletes Prout, 1932